# 貝緹麗彩·坡提納里
貝缇麗彩·波蒂納里（義大利語：Beatrice di Folco Portinari；發音：/be.aˈtriːtʃe/，1266年—1290年）是一位佛羅倫薩女士，是但丁詩中的靈感，也因此而著名。貝緹麗彩是但丁《新生》的主要創作靈感。同時在《神曲》的最後作爲他的嚮導出現，在那裏她接替拉丁詩人維吉爾成爲新的嚮導，因爲作爲一個異教徒，維吉爾無法進入天堂。她是幸福和愛的化身，正如她的名字那樣，自然的成爲了但丁的嚮導。
學者們一直在爭論歷史上貝緹麗彩的身份，她似乎是一位銀行家福爾科·波蒂納里（Folco Portinari）的女兒，又與另一位銀行家西蒙尼·德·巴爾迪（Simone dei Bardi）結婚，但丁聲稱僅僅見過她兩次，第一次是在一個家庭聚會上，而第二次是在橋上的邂逅。

## 簡介

### 生平
雖然並不十分確定，但是普遍認爲貝緹麗彩就是但丁的愛人，她的名字在薄伽丘的評論中明確提到，關于她的文件十分稀缺，甚至有人懷疑她的存在，唯一確鑿的證據是，他的父親在1287年說“给他的女儿和西蒙尼·德·巴爾迪的妻子50弗羅林”（拉丁语：“ ..item d. Bici filie sue et uxoris d. Simonis del Bardis reliquite ..., lib.50 ad floren”）。福爾科·波蒂納里是一個富有的銀行家，出生在波蒂科-聖貝內代托。他來到佛羅倫薩，住所離但丁的家很近，他有六個女兒。

### 貝緹麗彩和但丁
關于但丁，他第一次和貝緹麗彩見面是在波蒂納里家的五朔節聚會，在那時，貝緹麗彩8歲，比但丁小一歲，但丁一見鍾情，即使她在1287年與銀行家西蒙尼·德·巴爾迪結婚，貝緹麗彩在1290年五月去世，時年24歲。但丁繼續愛著她心愛的人，即使她已經去世，但是他在1285年與Gemma Donati結婚，並且育有子女。在貝緹麗彩去世後，但丁全身心的投入到學習和對她的追憶中。最爲代表的是《新生》和《神曲》。

#### 第一次見面
在但丁九歲是他父親帶著他參加鄰居的家庭聚會，小朋友們很自然的玩到了一起，但丁也第一次遇見貝緹麗彩，但丁當時就認爲自己愛上了她，也就開始了長達一生的思戀。

#### 第二次相遇
在橫跨家鄉的阿諾河的聖三一橋上，但丁第二次與貝緹麗彩相遇，當時貝緹麗彩和他的一位女伴在一同行走，但丁從遠處望見了她們，根據但丁在日後的回憶，他當時已經忘記了如何呼吸。
但丁將貝緹麗彩看成是救世主，她可以去除他所有的邪惡的思想，這對他來說是好的，他愛上了一個可以讓他變得更好的人。他並不在意她的外表，至少這一點沒有他現在他的著作中，他唯一一次介紹她的外表，是她“祖母綠”的眼睛。

## 影響
貝緹麗彩不僅僅在但丁的詩中，更在多位前拉斐爾派繪畫大師的筆下得到了永生。同樣的她也在宇宙中留下了足迹，人們將第83號小行星命名爲欣女星（Beatrix）。在遊戲《但丁地獄》中，貝緹麗彩是但丁的妻子。